# Compsa nebulosa
Compsa nebulosa là một loài bọ cánh cứng trong họ Cerambycidae.